# Grégory Chatonsky
Grégory Chatonsky est un artiste franco-canadien né le 4 mai 1971 à Paris. 

## Biographie
En 1994, il fonde le collectif d’artistes Incident.net qui se réunit autour des notions de flux, d’accident, de bug et de réseau. Une première version expérimentale du site Web est exposé en 1994 à la 3e biennale Artifices,. Il collabore aux derniers numéros de la revue Traverses du Centre Pompidou.
En 1997, il réalise le site de la Villa Médicis[source secondaire nécessaire].
En 1998, il termine, après trois ans d'interviews et de compilation des documents avec Denise Vernay, Henri Borlant et PIerre Saint-Macary, le projet Mémoires de la déportation dont les textes sont lus par Catherine Deneuve, Richard Berry et Hubert Saint-Macary. Ce travail est récompensé par le Prix Möbius des multimédias. Il est artiste en résidence au Centre International de Création Vidéo entre 1999 et 2001.
En 1999, il conçoit le site du Centre Pompidou[source secondaire nécessaire]. Après des études de philosophie à la Sorbonne, il effectue un mastère aux Beaux-Arts de Paris et à l'ENST.
En 2000, au C³ de Budapest, il collabore avec Reynald Drouhin sur le site Web en réalité virtuelle Revenances exposé à la Biennale d'art contemporain de Montréal.
En 2002, il est artiste en résidence à l’Abbaye de Fontevraud puis à la Villa Médicis hors les murs, en 2004-2005 au Fresnoy où il enseigne la même année tout comme à l'UQÀM (Montréal) où il est professeur-invité.
En 2005, il est directeur artistisque pour le site et l'identité visuelle du Musée d'art contemporain du Val-de-Marne (MacVal)[source insuffisante].
En 2012 commence son périple en Asie : l’école offshore Xiyitang à Shanghai, 3331 Arts Chiyoda à Tokyo; en 2013 au Musée d'art contemporain de Taipei; en 2014 au Centre des arts d'Enghein-les-Bains. Il est lauréat 2014/2015 de la Villa Kujoyama,.
En 2015, il est nommé à une chaire internationale de recherche au Laboratoire d’excellence des arts et médiations humaines (Labex Arts-H2H) de Paris. 
En 2016, sous la direction de Louise Poissant à l'Université du Québec à Montréal, il soutient la thèse de Doctorat en art Esthétique des flux (après le numérique). En résidence au centre Hangar pour la production d'arts et de recherche à Barcelone, il participe à l'exposition collective Real Time: Art in Real Time avec son installation Capture. Il part pour le Colab en Nouvelle-Zélande où il retrouve Goliath Dyèvre rencontré à la Villa Kujoyama.
En 2017, il fait une nouvelle résidence avec Goliath Dyèvre à Taluhwen chez les Wayana[source secondaire souhaitée]. Il devient artiste-chercheur à l'École normale supérieure de Paris sur l'imagination artificielle et enseignant en recherche-création au sein d'Artec.

### Démarche artistique
À la fin des années 1980, Grégory Chatonsky détourne un logiciel vidéo pour Amiga pour expérimenter le slitscan dans sa série Body scan movement[source insuffisante].
En 1994, il fonde Incident.net et devient l'un des pionniers du netart. Son travail s'oriente alors vers une exploration du réseau dans ses dimensions existentielles. Il s'intéresse à l'accumulation de la mémoire visuelle et textuelle et créé grâce à elle des fictions flottantes.
Au début des années 2000, il commence le cycle « Dislocation » à propos de la représentation de la destruction qui le mène à explorer le 11 septembre et l'histoire occidentale des ruines.
En 2010, il tourne son travail vers l'extinction, c'est-à-dire la disparition annoncée de l'espèce humaine, qui le mène à réaliser plusieurs installations d'envergure. Parallèlement, il travaille sur la capacité des machines à produire beaucoup plus que ce que les êtres humains sont capables de percevoir. Cette hyperproduction prend la forme d'un groupe de rock fictif qu'il nomme Capture avec la collaboration du compositeur Olivier Alary. Il commence alors à expérimenter l'intelligence artificielle pour composer des musiques, technologie qui deviendra le cœur de sa pratique.
Il s'intéresse aux flux, à l'imagination artificielle et à la relation entre l'existence et le réseau,.
Il développe un travail théorique par lequel il propose plusieurs notions : fiction variable, fiction sans narration, économie zéro, hyperproduction, flux, imagination artificielle, etc. En 2011, il crée le néologisme de disnovation,.

### Cinéma
Depuis 2001, Chatonsky utilise des séquences de films pour les déconstruire selon des procédures génératives et interactives. Il développe la notion de post-cinéma.
En 2006, Intersitices permet à Grégory Chatonsky d'explorer l'espace entre les plans des films du réalisateur Jean-Paul Civeyrac jusqu'À travers la forêt. A chaque session, le logiciel Intersitices monte, incidemment dans un ordre inédit, les séquences non narratives extraites des films selon des thématiques comme les corps enlacés, le nombre d'acteurs, la musique. Le réalisateur a indiqué pour chaque plan la position relative de la caméra. Intersitices repositionne l'écran physique 2D de l'image dans une architecture 3D avec rendu en fil de fer par rapport à la position de la caméra. Le spectateur reçoit le flux d'images selon différents angles dans ce labyrinthe d'images toujours renouvelé qui crée une nouvelle fiction générative.
En 2008, dans L'invention de la destruction, il expose à la galerie Numeris causa à Paris et Poller Gallery à New York des montages photographiques de films célèbres réalisés en 2003 qui restent en mémoire (Read Only Memories) des spectateurs.

### Télévision
En 2006, Arte invite ses internautes à naviguer dans la fiction générative de Grégory Chatonsky Sur terre  où l'on suit trois personnages dans l'univers ferroviaire.

### Littérature
En août 2022, il publie chez l'éditeur Rrose éditions Internes, le  premier roman francophone co-écrit de part en part avec une intelligence artificielle dont certains extraits avaient été utilisés dans la bande son de « Terre seconde » au Palais de Tokyo.

## Principales expositions
Liste non exhaustive

### Expositions personnelles
- 2001 : Revenances[28], Institut français, Budapest, Galerie Sagace, Pau
- 2003 : Turbulence Artists Studios, Turbulence, Boston
- 2004, 2005, 2007 : Read Only Memories[24], Paris, La Ferme du Buisson, MEP
- 2006 : Sur Terre, Point Éphémère, Paris
- 2007 : Désertion, La Chapelle, Montréal
- 2008 : L'invention de la destruction[24], NumerisCausa, Paris, New York, Frankfurt
- 2008 : Insinuation, Action art actuel, Saint Jean sur Richelieu
- 2008 : NextArtFair, Galerie Poller, Chicago
- 2009 : Flußgeist[29], Oboro, Montreal
- 2010 : L'invention de l'identité I & II, Bellegarde, La Fabrique Mirail, Toulouse
- 2010 : See (&) wait[30], Lieu-commun, Toulouse
- 2011 : Show Off Solo Show, Paris
- 2012 : Après le cinéma[31], curator : Julie Miguirditchian, Galeries, Bruxelles
- 2012 : Protofossiles, Bazaar compatible program, Shanghai
- 2013 : Telofossils I[32], commissaire de l'exposition : Shuling Cheng (鄭淑鈴) et Sylvie Parent (希薇．帕宏), MoCA, Taipei
- 2014 : I'll be your mirror, avec Olivier Alary et Jean-Pierre Balpe, Maison des Arts, Engheins les Bains : Capture génère de l'ancienne musique pop à usage unique et à l'obsolescence programmée immédiate[33].
- 2015 : Telofossils II[34],[35], avec Dominique Sirois et Christophe Charles, Unicorn Art Center, Beijing
- 2015 : Extinct memories[36] I & II, avec Dominique Sirois et Christophe Charles, La Chambre Blanche, Québec, iMAL, Bruxelles
- 2015 : Memories Center, avec Dominique Sirois, La condition post-photographique - International Biennial of the Contemporary Image, commissaire de l'exposition : Joan Fontcuberta, Centre Clark, Montréal[37],[38]
- 2016 : Extinct memories III, avec Dominique Sirois et Christophe Charles, Eastern Bloc, Montréal, Canada
- 2017 : Le jour de notre mort, Centre Bellegarde, Toulouse, France.
- 2017 : Alt.City, Abou Dhabi, Émirats arabes unis.
- 2018 : Perfect Skin, Diagonale, Montréal, Canada.
- 2019 : Je ressemblerai à ce que vous avez été, Les Tanneries, Amilly, France.

### Expositions collectives
- 1994 : Artifices 3, commissariat J.-L. Boissier et A.-M. Duguet, Saint Denis
- 2008 : L’Invention de la destruction, Galerie Numeris causa, Paris
- 2011 : The Radius, commissariat Drift Station, Chicago
- 2011 : Chic Art Fair, Futur en Seine / Cap Digital, Paris
- 2011-2012 : La Fiac, commissariat J. Levesque, La fin d'un monde, Paris
- 2011 : Augmented Senses[39], commissariat Carcopino, Xiaodong, Shanghai
- 2011 : Capture: Demo Party! Nuit Blanche, Montréal
- 2011 : Se toucher toi[40], Es Baluard, commissariat P. Waelder, Mallorca
- 2012 : Erreur d'impression, Jeu de Paume, SPAMM, Palais de Tokyo, Paris
- 2012 : Der Untergang – Doomsday, Team Titanic, Berlin
- 2012 : In the meanwhile, BTF, commissariat E. Abbiatici, V. Levy, Bologne
- 2012 : Interlife Crisis[41], Fictilis, Seattle
- 2012 : Desert III, sélection officielle Videoformes, Clermont-Ferrand
- 2012 : Transceiver, commissariat D. Station, Bemis Center, Omaha
- 2012 : Photon+, commissariat Jane Tseng et Shuling Cheng, Taipei
- 2013 : Fenêtre augmentée 03, Friche Belle de Mai, Marseille
- 2015 : Walkers, curator : R. Rubin, Museum of the Moving Image, New York[42]
- 2015 : Oxi more on, curator : Philippe RIss, Biennale de Lyon, Lyon
- 2015 : The Backstreets of the Internet, National Taiwan Museum of Fine Arts
- 2016 : Drawing after Digital, curator : Klaus Speidel, XPO
- 2016 : Capture[12], curator : Pau Waelder, Hangar, Arts Santa Mònica, Barcelone
- 2016 : Terra Data, Cité des Sciences, France
- 2016 : Frontières et projection, curator : Boisnard et Gauthier, Bel Ordinaire, France
- 2017 : Imprimer le monde, curator : Marie-Ange Brayer, Centre Pompidou, Paris
- 2017 : Dead Web, curator : Nathalie Bachand, Eastern Bloc
- 2017 : Smart Factory, curator : Charles Carcopino, Tetris, Havre, France
- 2017 : Listening to Transparency, curator : James Giroudon, Minsheng Museum, Shanghai, Chine
- 2017 : Rokolectiv, curator : Cosmin Tapu, Bucarest, Roumanie
- 2017 : Un million d’horizons, curator : Nathalie Bachand, Montreal, Canada
- 2017 : The world has never been more transparent, curator : James Giroudon, Minsheng Art Museum, Shanghai, Chine
- 2018 : Signal, Rua Red , Dublin, Ireland
- 2018 : Traces, New Media Gallery, Westminster, Canada
- 2018 : Les Affinités électives, Galerie Division, Montréal, Canada
- 2018 : Lost in the Net Dream, National Taiwan Museum of Fine Arts, Taichung, Taiwan
- 2018 : Terre, Espace Gantner, France
- 2018 : Mer,  Lūznavas muiža, Lūznava, Latvia
- 2018 : Internet Fame, Panke.gallery, Berlin, Allemagne
- 2019 : Alternative réalité, curator : Gael Charbau, Palais de Tokyo, Paris, France
- 2019 : "Les nouveaux états d’être, curator : Aseman Sabet, Udem, Montréal, Canada
- 2019 : It’s Show Time, curator : Yu-Chuan Tseng, Liang Gallery, Taipei, Taiwan
- 2020 : Attraper / jouer, curator : 王思雅, curator : Sueya Wang, National Museum of Art, Taichung, Taiwan
- 2020 : Time Machine, curators : Antonio Somaini, Eline Grignard et Marie Rebecchi, Palazzo del Governatore, Parme, Italie
- 2020 : Manifesta 13, Marseille, France
- 2021 : La vie à elle-même, curator : Flora Katz, Centre international d'art et du paysage, Ile de Vassiviere, France
- 2021 : Disnovation, curator : Géraldine Gomez, Centre Pompidou, Paris, France
- 2022 : Image 3.0 : commande photographique nationale, curator : Pascal Beausse et Quentin Bajac, Le Cellier, Reims, France
- 2022 : Le paysan, le chercheur et le croyant, curator : Yvanohé Krueger, Poush, aubervilliers, France
- 2022 : Biennale de Melle, Melle, France
- 2023 : Un été au Havre, curator : Gael Charbau, Havre, France

## Récompenses

### Prix
- 1999 : Mémoires de la déportation, prix Möbius des multimédias[source secondaire nécessaire]
- 2000 : prix SACD[source secondaire nécessaire]
- 2001 : prix Sound Space, Computer Space, FilmWinter[source secondaire nécessaire]
- 2002 : lauréat des Inclassables à Montréal[source secondaire nécessaire]
- 2002 : prix Viper[source secondaire nécessaire]
- 2002 : net.work percept.io-n, prix de la création multimédia Vidéoformes[43]
- 2003 : prix Nouvelles écritures, Art numérique de la SCAM[44]

### Bourse
- 2000 : Sous Terre, RATP, bourse de production
- 2003, 2004, 2010 : Dispositif pour la création artistique multimédia (DICRÉAM)
- 2004 : Abbaye de Fontevraud, France, aide à la production
- 2007 : CiTu, aide à la production
- 2008 : CNAP, aide au premier catalogue
- 2009 : FQRSC, bourse de recherche-création
- 2009, 2012 : CALQ, publication catalogue, déplacement
- 2010 : Cap Digital, bourse au prototype
- 2011 : CRSH, bourse de recherche-création
- 2014 : Villa Kujoyama[1], Kyoto, Japon, résidence de création
- 2014 : Musée d'Art contemporain de Taipei, Taiwan, résidence de production
- 2016 : Colab[13], Auckland, Nouvelle Zélande, résidence de création
- 2016, 2017 : Hangar[11], Barcelone, Espagne, résidence de création/recherche
- 2017 :  Taluhwen, Guyane, France, résidence de création/recherche
- 2017 :  Abou Dhabi, Émirats arabes unis, résidence de création/recherche
- 2020 : CNAP, Image 3.0, commande nationale de photographie
- 2021 : Cité des Sciences et de l'Industrie, bourse art-science